# NK Trešnjevka
Le NK Trešnjevka est un club croate de football basé à Zagreb. 

## Historique
Le club passe trois saisons dans le Championnat de Yougoslavie de football, de 1963 à 1966. 
Le NK Trešnjevka participe à la Coupe des villes de foires 1963-1964 où il est éliminé dès le premier tour par le CF Belenenses.